# Villarmayor
Villarmayor è un comune spagnolo di 221 abitanti situato nella comunità autonoma di Castiglia e León.